# Pierre Terrail de Bayard
Pierre Terrail, Bayard ura, közismerten csak Bayard vagy Bayard lovag (chevalier Bayard) (Bayard-vár, Pontcharra, 1475 vagy 1476 – Romagnano Sesia vagy Rovasenda, Piemonti Hercegség, 1524. április 30.) francia nemesember, hadvezér, aki lovagként szerzett nagy hírnevet a 15. és 16. század itáliai háborúiban. A késő középkori francia lovagi erények mintaképe. Egyik jelmondata „Accipit ut det” azaz „Azért kap, hogy adjon.”
Életét egy harcostársa, Jacques de Mailles beszélte el „A nemes de Bayart úr, a félelem és gáncs nélküli jó lovag igen víg és igen kellemetes históriája” (Très joyeuse et très plaisante histoire du gentil seigneur de Bayart, le bon chevalier sans peur et sans reproche) című művében.

## Ifjúsága, katonai pályájának kezdetei

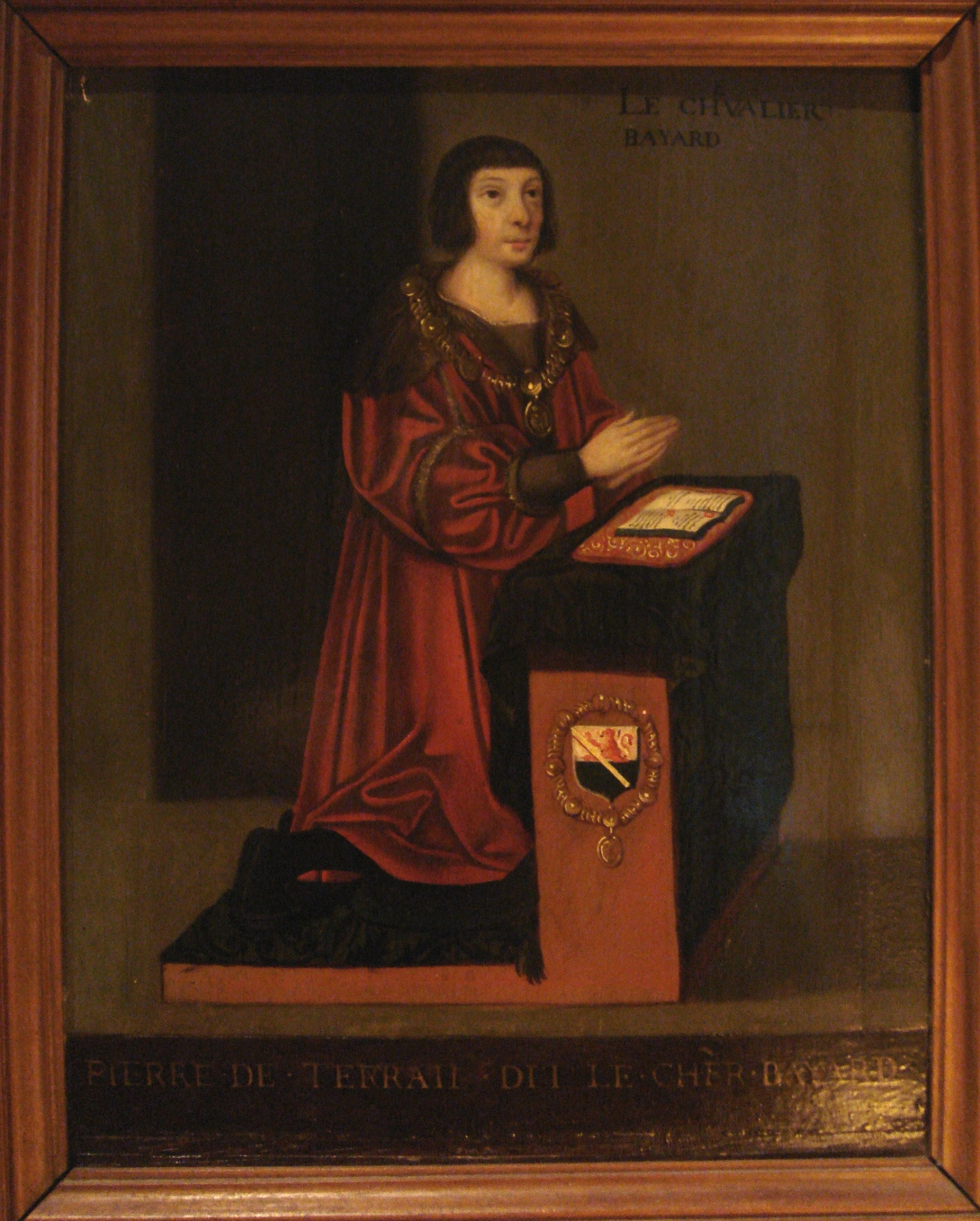
Bayard 16. századi portréja.

III. Pierre Terrail édesapja Aymon vagy Amon, Bayard ura, édesanyja pedig Hélène Alleman de Laval, Laurent Alleman, orange-i, majd grenoble-i püspök nővére. Nagynénje, Odette Alleman révén unokatestvére volt Gaspard de Vallier, aki a johannita lovagrend marsalljaként és tripoli kormányzójaként lett ismert. A Terrail család a délkelet-franciaországi Dauphinéből származott, a százéves háború során négy tagja is elesett francia oldalon harcolva. Vagyoni helyzetük nem volt kiemelkedő: birtokaik nagyjából 7 hektárt tettek ki. III. Pierre a család kis pontcharrai várában született, amit a 15. század elején épített dédapja, a katonaként és jegyzőként is ténykedő I. Pierre. Szülei nyolc testvére közül feltehetően ő volt a legidősebb, mivel apja 1496-os halálakor ő lett Bayard ura. Katonai pályára püspök nagybátyja jóvoltából léphetett, és oktatását is neki köszönhette: a grenoble-i székesegyházi iskolában tanult meg írni, majd 1486-ban az ő révén csatlakozhatott I. Károly savoyai herceg udvarához apródként. A savoyai udvarban Riquet-nek, majd Piquet-nek (kb. „Nyárs”, „Bökő”) gúnyolták, mert olyan hevesen döfködte lovát a sarkantyújával. A piemonti Torinóban kapott katonai képzést, végül tanulmányait a francia királyi udvarban fejezte be. 1493-ban lépett be fegyveresként Charles de Bourbon-Roussillon, Roussillon és Ligny grófjának kompániájába.

## A legenda születése
Ligny grófjának szolgálatában hamar lehetősége nyílt bátorságát megmutatni, amivel már fiatalon híressé vált. VIII. Károly uralkodása alatt számos harci bravúrt hajtott végre az itáliai háborúk csatáiban, így pl. az 1495. július 6-án a franciák ellen szerveződött velencei liga felett aratott fornovói diadalban.

Lovagként páratlan volt, de a gyalogos harcban is kiválónak bizonyult, amit az őt fogsága alatt rossz bánásmóddal megvádoló Alonzo de Soto Mayor spanyol kapitány ellen elért párbajgyőzelme is bizonyít (1503); fél évvel korábban egy 13–13 spanyol és francia közti becsületharcban is kitűnt, ahol Guyard de Belleville szerint másodmagával tudta tartani magát a tizenhárom ellenfél ellen. A hős Bayard dicső tetteinek történetei szájról szájra terjedtek a katonák között.

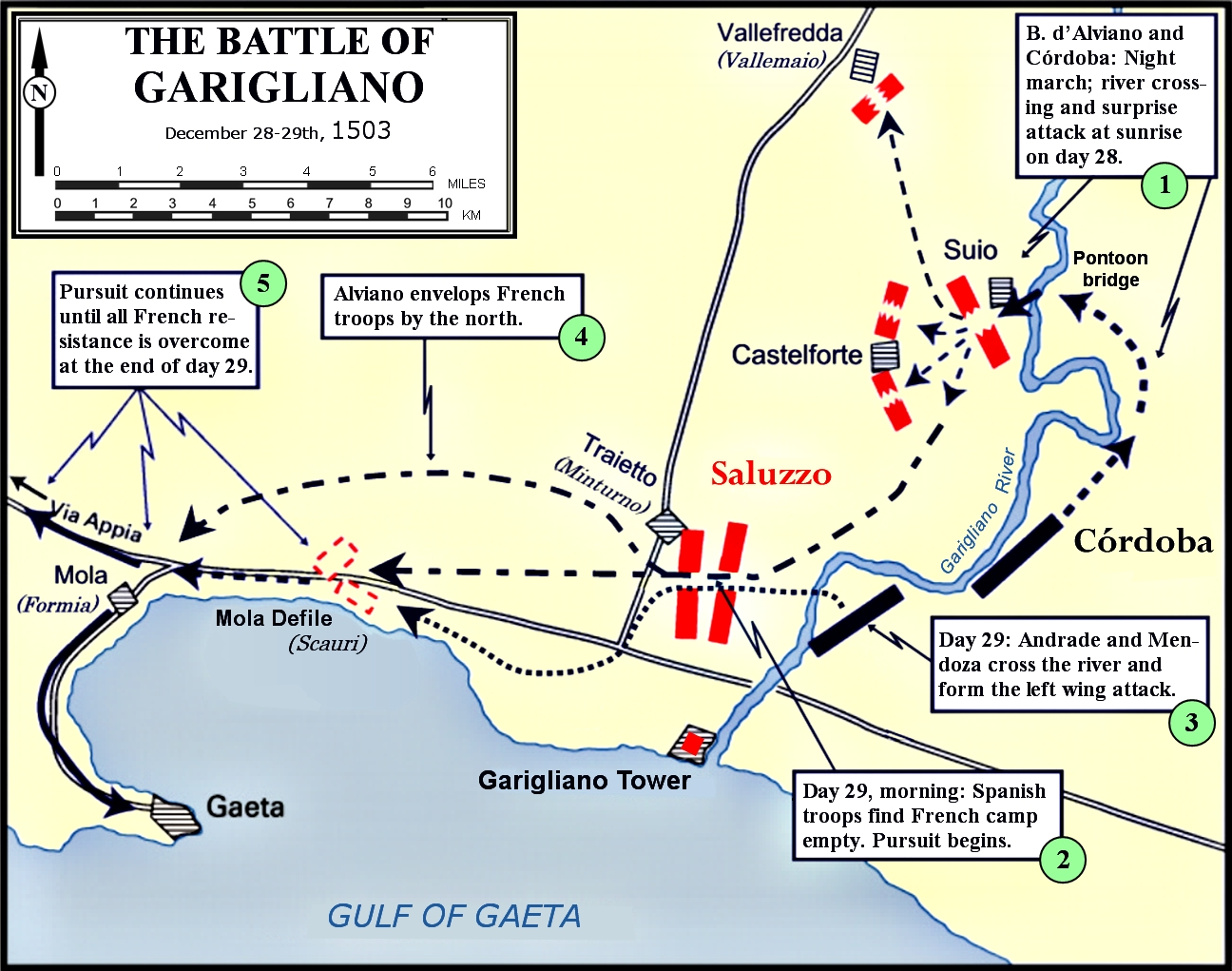
A gariglianói csata térképe.

 Egyik legismertebb hőstette a harmadik itáliai háborúhoz kötődik. Amikor 1504-ben a francia erők feladták a Nápolyi Királyságot, és kivonultak Nápolyból, a várostól északra a tengerbe torkolló Garigliano folyó választotta el őket a spanyol erőktől. Az elvonulók kiküldtek egy 300–400 fős, franciákból és svájciakból álló felderítőosztagot a gyorsan felállított hajóhídon keresztül. Az utolsó pillanatban értesített Bayard-nak nem volt ideje felölteni a sisakját és páncélját, így egyszerű felsőruházatban csatlakozott a csapathoz. Az átkelők azonban hamarosan Gonzalo de Córdoba 1500, tüzérséggel is megtámogatott katonájával találták szembe magukat. A franciáknak vissza kellett vonulniuk, a keskeny híd pedig arra kényszerítette a spanyolokat, hogy egyesével szálljanak szembe az egymagában hátvédként maradó Bayard-ral. Vitéz, kitartó harcának csodájára jártak. Bajtársainak minden meggyőző erejére szükség volt, hogy rávegyék: adja át másnak a helyet (ezek François de Bourdeille, az író Brantôme apja, és Ymbault de Rivoire kapitány voltak). Végül a túlparton felállított francia tüzérség kényszerítette meghátrálásra a spanyolokat, véget vetve a csatának.

### Kapitányként

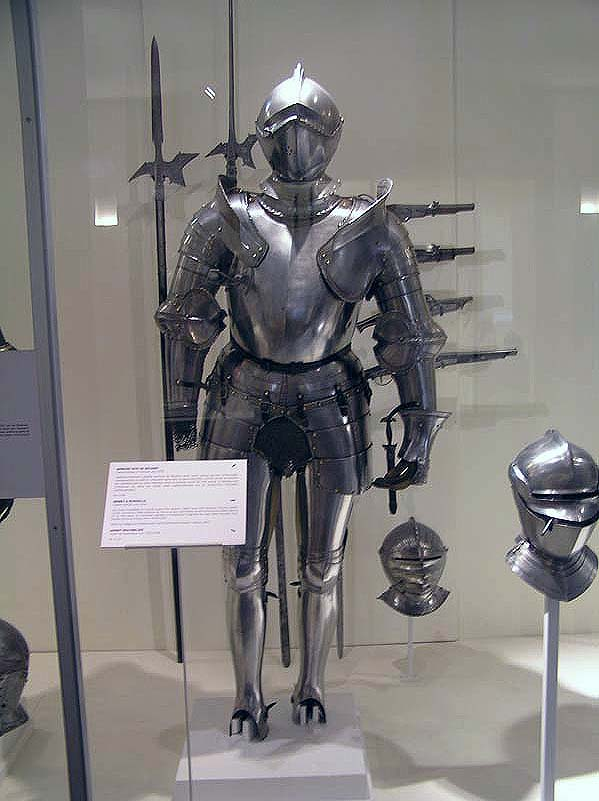
Bayard páncélja (Musée de l'Armée, Párizs)

A negyedik itáliai háborúban, 1507 áprilisában erőltetett menetben átkelt az Appennineken, és elfoglalta a nemrég fellázadt Genovát. (Ebben az ütközetben kitűnt harcostársa, Robert Stuart d'Aubigny, a skót testőrgárda kapitánya is.) A diadal nyomán a francia sereg káprázatos felvonulást tartott XII. Lajos színe előtt, 1508. április 20-án.
1509. május 14.-én Bayard – ismét Stuarthoz hasonlóan – a Bergamótól délre, Cremona közelében vívott, rendkívül véres agnadellói csatában is kitüntette magát, amikor a Cambrai-i Ligában II. Gyula pápa oldalán harcoló franciák legyőzték a Velencei Köztársaság erőit. A király közvetlenül ezelőtt nevezte ki kapitánnyá, amit általában a királyság leghatalmasabb nemeseinek tartottak fenn – a csapatokat rendszerint a hadnagyok irányították, a kapitányok ritkán jelentek meg a csatamezőn.
Ugyanez év augusztusában és szeptemberében zajlott Padova ostroma. Ezalatt Bayard Verona városában állomásozott, ahonnan négy, Vicenza kapuját védő velencei helyőrséget is megtámadott. 1510-ben megkísérelte visszaverni a francia szövetségesei ellen forduló II. Gyula pápa seregeit. 1512 februárjában, Bologna meghódítása után Brescia ostromára indult. Ennek során súlyosan megsérült, amikor gyalogosan harcolva egy pikával lábtövön szúrták. Egy nemesember fogadta be, akinek megvédte a házát a fosztogatóktól és asszonyát a megbecstelenítéstől.
Gyorsan felépülve részt vett a visszavonuló franciák által megnyert ravennai csatában (1512. április 11.), ahol unokatestvére, a Molard kapitánynak nevezett Soffrey Alleman, és harcostársa, a hadjáratot vezető Gaston de Foix is elesett. Franciaország rövidesen elvesztette a Milánói Hercegséget is így kiszorult Itáliából. (Stuarttal Bresciánál és Ravennában is együtt harcolt.)

### Marignano

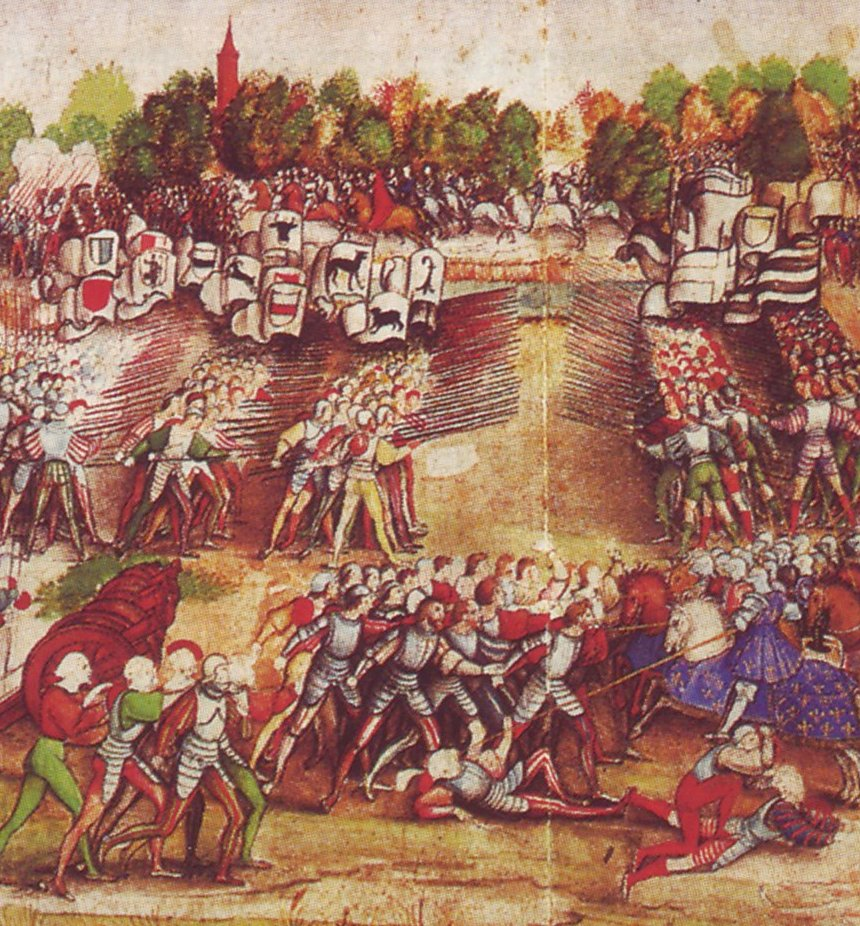
A marignanói csata.

Az V. itáliai háborút indító hadjáratot még XII. Lajos kezdte megszervezni, de fiatal utóda, I. Ferenc indította meg 1515-ben. Az új király január 1-jén foglalta el a trónt, és már január 20-án Bayard-t nevezte ki szűkebb pátriája, az itáliai hadjáratok útjába eső Dauphiné tartomány helytartójává. Hősiesen harcolva részt vett a X. Leó pápa által támogatott Massimiliano Sforza milánói herceg javarészt svájci zsoldosokból álló serege felett aratott, szintén igen véres marignanói diadalban (1515. szeptember 13–14.). Számos forrás arról számol be, hogy a csata utáni napon, szeptember 15-én Bayard, a lovagi erények élő szimbóluma, lovaggá ütötte a csatamezőn a húszéves királyt a felsorakozott ún. ordonnance-katonák jelenlétében. Erről ír Symphorien Champier (1525), az ún. Hű szolga (1527, talán 1524) és Aymar du Rivail (1530 k.), valamint Florange marsall (1526 k.). Egyes modern kutatók, mint Didier Le Fur a Marignan: 13-14 septembre 1515 (Perrin, 2004) c. kötetében a történetet mítosznak tartják, amit királyi szándékból alkottak meg és 1525-ben, a megsemmisítő paviai vereség évében dolgoztak ki azzal a céllal, hogy feledtessék: a királyt a koronázásakor már lovaggá ütötte III. Charles de Bourbon-Montpensier connétable (főparancsnok), aki azonban 1523-ban birtokvitái miatt árulóvá vált, és V. Károly német-római császárhoz átállva nagy szerepe volt a franciák vereségében és I. Ferenc fogságba esésében. A legenda ezt az egyfajta apa–fiú viszonyt az 1524-ben elhunyt, népszerű és idealizált Bayard-ra helyezte át; emellett Madridban raboskodva Ferenc a lovagiasság tökéletes példájához köthette magát. Ezt a nézetet képviseli a La colline aux corbeaux („Varjak dombja”) című történelmi regény is.
Ugyanakkor más történészek, mint Robert Knecht és Nicolas Leroux, egyáltalán nem hisznek egy feltételezett királyi propagandában, hozzátéve, hogy a király felszenteléséről készült elbeszélések gondos vizsgálatából kitűnik: az ifjú királyt valójában nem ütötte lovaggá Bourbon connétable.

### A népszerű kormányzó
Dauphiné helytartójaként Bayard felelt a tartomány tényleges irányításáért, a kormányzói címet viselő I. Louis d’Orléans-Longueville herceg helyeett. Bayard-t üdvrivalgás fogadta 1515. március 17-én, amikor bevonult a tartományi fővárosba, Grenoble-ba. 18 ágyúlövéssel fogadták, amiket a szigeti toronyban lévő öt ágyúval adtak le. Másnap a város konzuljai érkeztek az üdvözletére két hordónyi bort és zabot hozva a lovai számára. Júliustól azonban Bayard a saját kompániája és 3000 gyalogos élén a Saluzzói Őrgrófság határása vonult, hogy csatlakozzon az Alpokon átkelni tervező királyi seregekhez. A király augusztusban érkezett Grenoble-ba, ahol néhány napot töltött. Marignano után Bayard hosszabban időzhetett Dauphinéban, bár időről időre Itáliába vagy Észak-Franciaországba szólította a kötelesség harcolni.

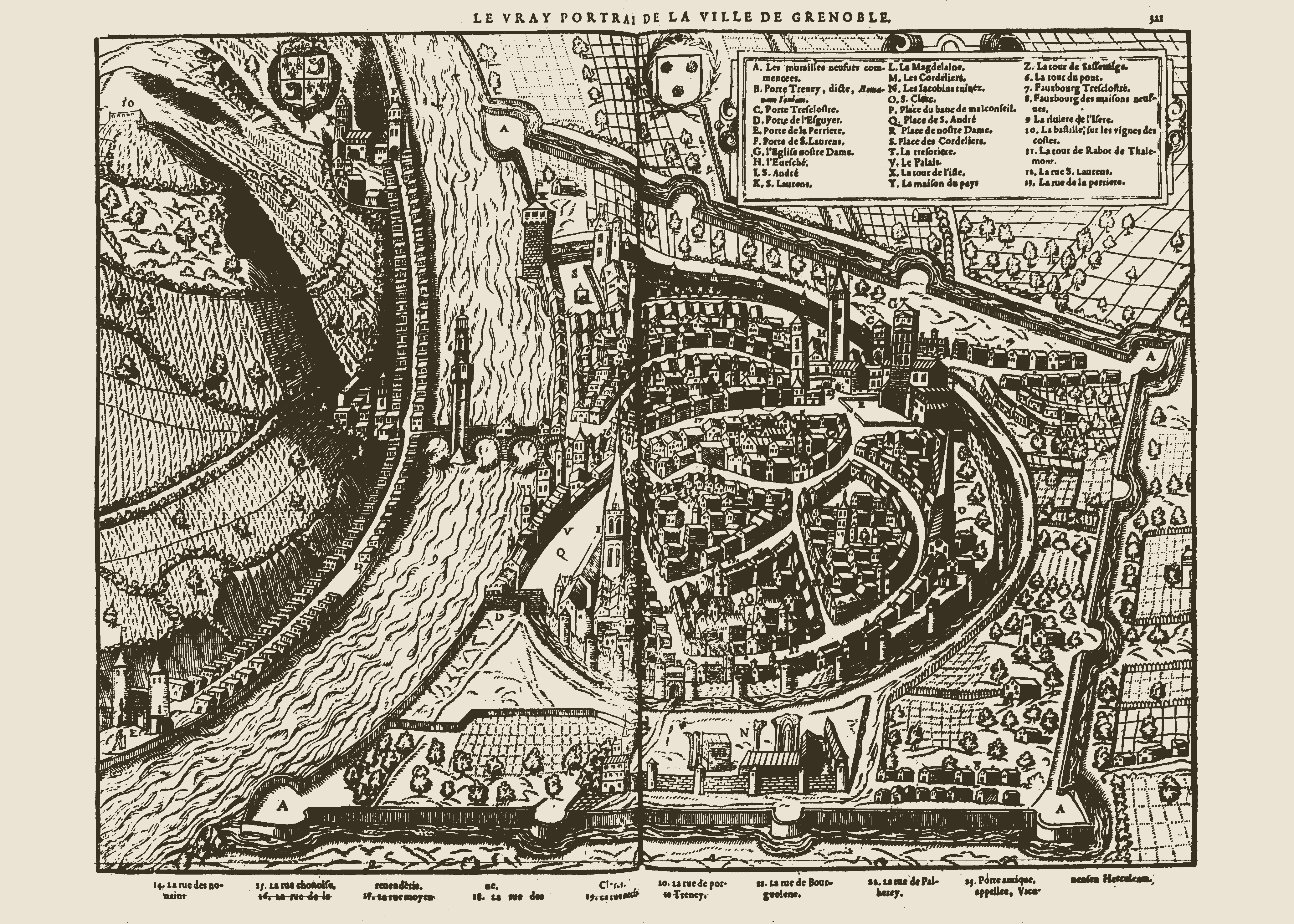
Grenoble 1575-ben.

Bayard nagyon szívén viselte a feladatát. Három dolognak szentelt kitüntetett figyelmet: a pestisnek, az árvizeknek és az útonállóknak. Grenoble-ban intézkedett az utak tisztán tartásáról és a csatornák megtisztításáról, az árvízvédelmi munkálatokat pedig személyesen felügyelte. 1519. január 18-án a La Roche-kapuhoz ment a Perrière-kapu közelében, az Isère folyó jobb partján, hogy megszemlélje az Isère és a Drac áradása nyomán végzett újjáépítést. Hat munkást küldött a kikötő rakpartjainak helyreállítására. Egy bizottságot is kinevezett arra a célra, hogy gyakori távollétei alatt felügyelje a Drac elterelését szolgáló gátak építését a Pont-de-Claix-nél lévő Lesdiguières-hídtól La Roche kikötőjéig. Bayard az egészséges koldusoknak javasolta, hogy a város konzuljainak parancsára biztosítsák a munkálatokat. A gátépítések finanszírozására új adókat vetettek ki 1524-ben. 1522-ben, amikor a konzulok azt javasolták neki, hogy menjen Tullins-ba a járvány ellen, intézkedéseket hozott a várost sújtó pestis és éhínség ellen. A pestiseseket a szigeten lévő ispotályba gyűjtötték, a városfalon kívül, és három orvost neveztek ki a betegek ápolására.

## Halála, emlékezete

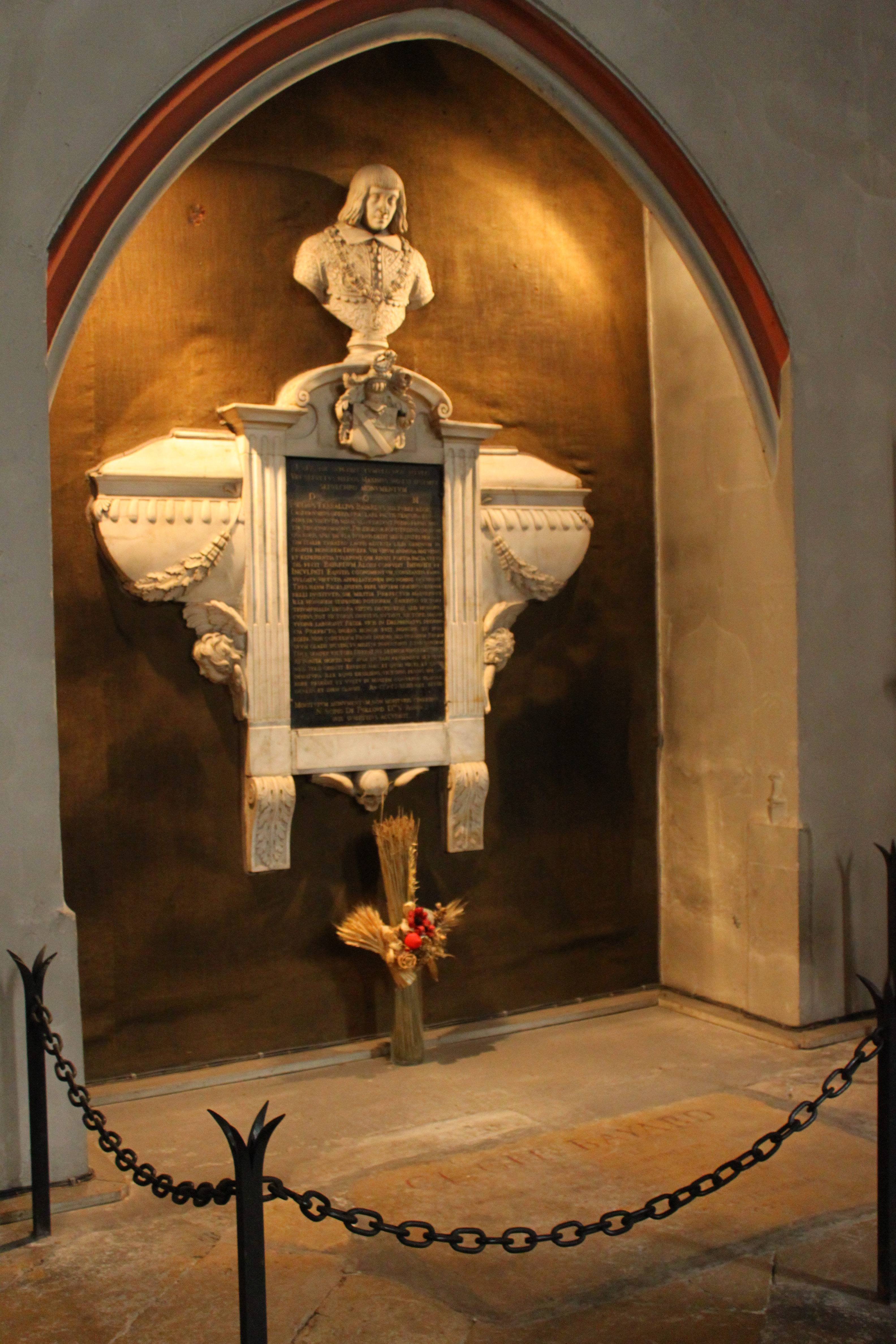
Bayard mauzóleuma a grenoble-i Szent András-társaskáptalanban

1521-ben kitört a Spanyolországot és Német-római Birodalmat egyaránt uraló Habsburg V. Károly elleni VI. itáliai háború. Bayard 1521 nyarán sikeresen védte a jelentős túlerőben lévő császári erők által ostromlott Mézières-t az Ardennekben. 1522-ben a franciák kiszorultak Itáliából, 1523-ban pedig ellenfeleik már betörtek az országba. Az ellenük harcoló Bayard 1524. április 29-én halt meg Romagnano Sesia (Novara tartomány) vagy Rovasenda (Vercelli tartomány) közelében. Miközben a francia sereg visszavonulását fedezte, kéziágyú-lövedék találta hátba, eltörve a gerincét. Állítólag társait kérte, hogy hagyják hátra, mondván: „Sosem fordítottam hátat az ellenségnek, nem az életem végén akarom elkezdeni.”
Martin du Bellay 1540 körül írt emlékiratai szerint a császáriakat vezető Bourbon connétable eljött a haldokló Bayard-hoz, és az alábbi párbeszéd zajlott le köztük:
– „Ah! Bayard uram, igen sajnálom, hogy ilyen állapotban látom Önt, ki oly erényes lovag vala!
– Uram – válaszolt amaz haldokolván – semmi szükség engem sajnálni, mert én jó emberként halok meg; de én Önt sajnálom, mert Ön fejedelme és hazája ellen szolgál!”
E kevéssé valószínű szavakat bizonyára Du Bellay adta Bayard szájába, ugyanis Jacques de Mailles, az ún. Hű szolga emlékirataiban és Symphorien Champier művében sincs nyoma.
Az ellenség táborában szenvedett ki, még ellenfelei is megsiratták. Testét Franciaországba vitték, és ünnepélyes gyászszertartást tartottak neki a grenoble-i katedrálisban, végül a város mellett lévő Saint-Martin-d'Hères minimita kolostorában temették el.
Sírját a francia forradalom alatt meggyalázták. A Bourbon-restauráció után, hogy XVIII. Lajos kedvében járjon, az Isère megyei prefektus átszállíttatta feltételezett hamvait a grenoble-i Szent András-társaskáptalanba 1822. augusztus 24-én. 1823-ban szobrot állítottak neki a Saint-André téren, nem messze a Bayard úttól. A maradványokról azonban kiderült, hogy egy fiatal lányhoz tartoztak. 1937-ben egy lelkes rajongó újabb ásatásokat kezdett Saint-Martin-d'Hères-ben, melynek során talált három sorba rendezett koporsót, melyek egyike egy érmét viselő tiszté volt. Az ő maradványait 1960-ban a megyei levéltárnak adták át. Gérard Lucotte 2017-ben kiadott genetikai elemzései szerint a feltételezett lovag koponyájának mitokondriális DNS-e ugyanabból a haplocsoportból származik, mint egy anyai ágon Bayard-ral rokonságban lévő chambéry-i lakosé, ugyanakkor Lucotte munkássága fenntartásokkal kezelendő az emberi fajok genetikájával kapcsolatos vizsgálatai és egy Jézus erekélyivel kapcsolatos kétes tanulmánya tükrében.
Bayard sosem házasodott, de egy Jeanne nevű törvénytelen lánya ismert: ő François de Bocsozelhez ment feleségül két apai nagybátyja, Philippe Terrail, Glandèves püspöke, és Jacques Terrail, a chartres-i Notre-Dame de Josaphat kolostor apátja jjelenlétében. Az esketést unokatestvérük, II. Laurent Alleman, grenoble-i püspök végezte. A házassági szerződést Bayard régi harcostársa és titkára, Jacques de Mailles dauphini jegyző készítette el 1525. augusztus 25-én. A de Bayard nevet számos, az Allemanoktól származó család vitte tovább. 2012-ben Jean-Christophe Parisot prefektus is felhatalmazást kapott a de Bayard név használatára, miután bebizonyosodott, hogy a lovag egy anyai nagynénjétől származik.

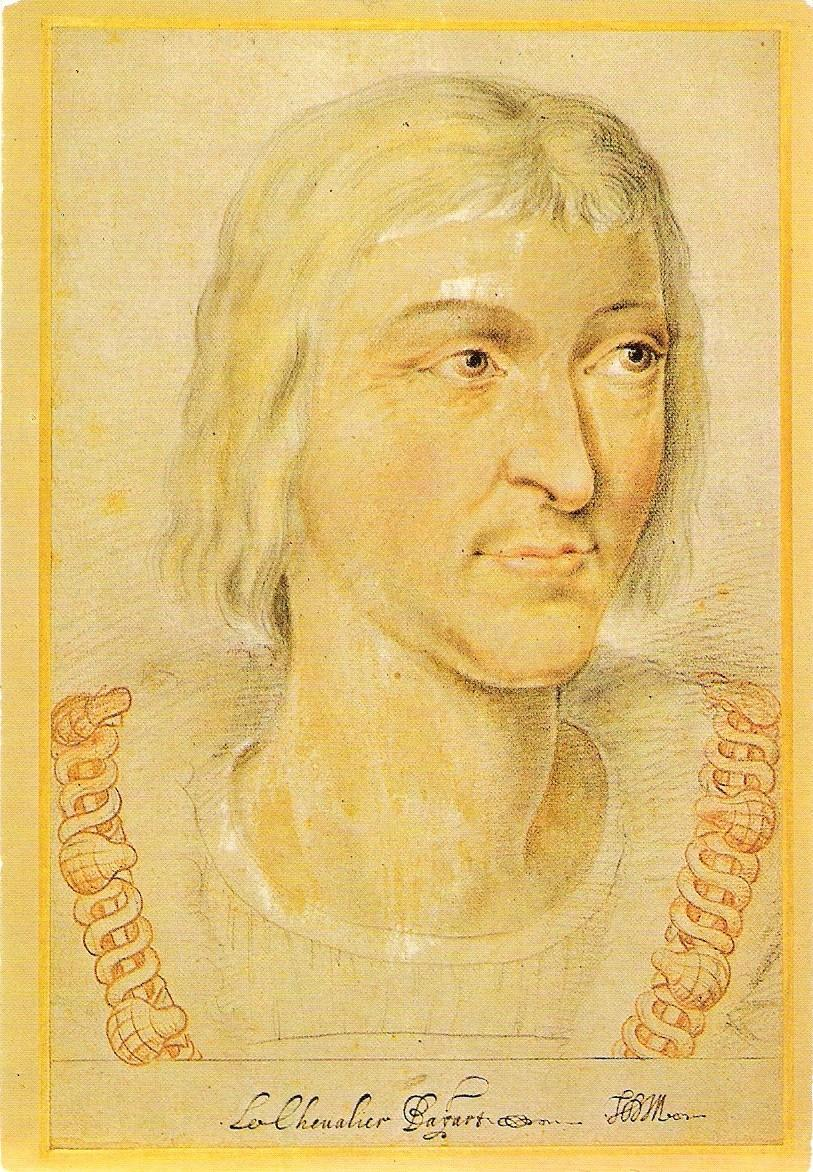
Bayard (Jacques de Mailles műve)

A lovag emlékének tiszteletére szülővárosa, Pontcharra és halálának helye, Rovasenda testvérvárosi kapcsolatot létesített.
Nicolas Amato alakította az I. Ferencről készült 1937-es filmben (rendező: Christian-Jaque).

## Emlékművek

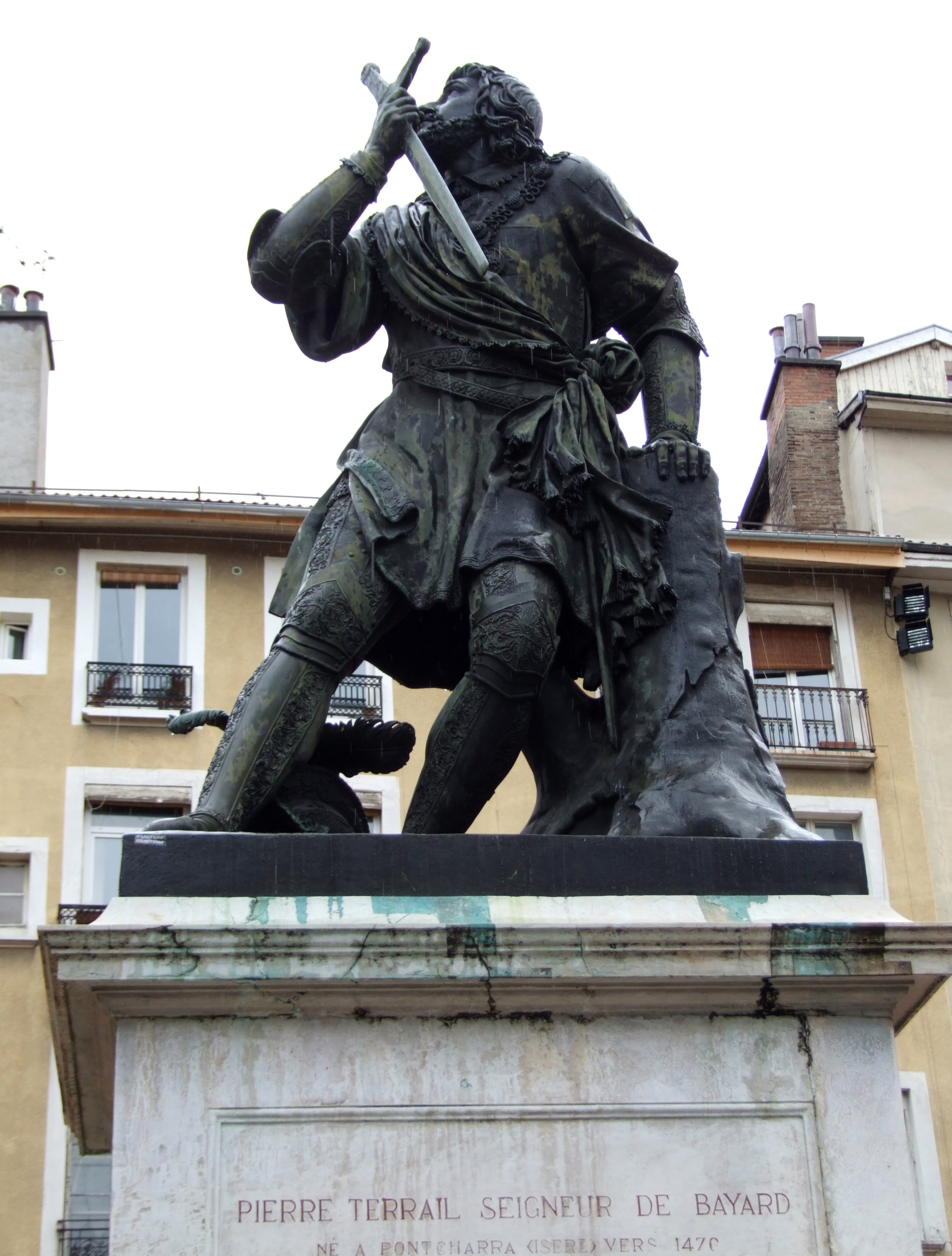
Szobra Grenoble-ban

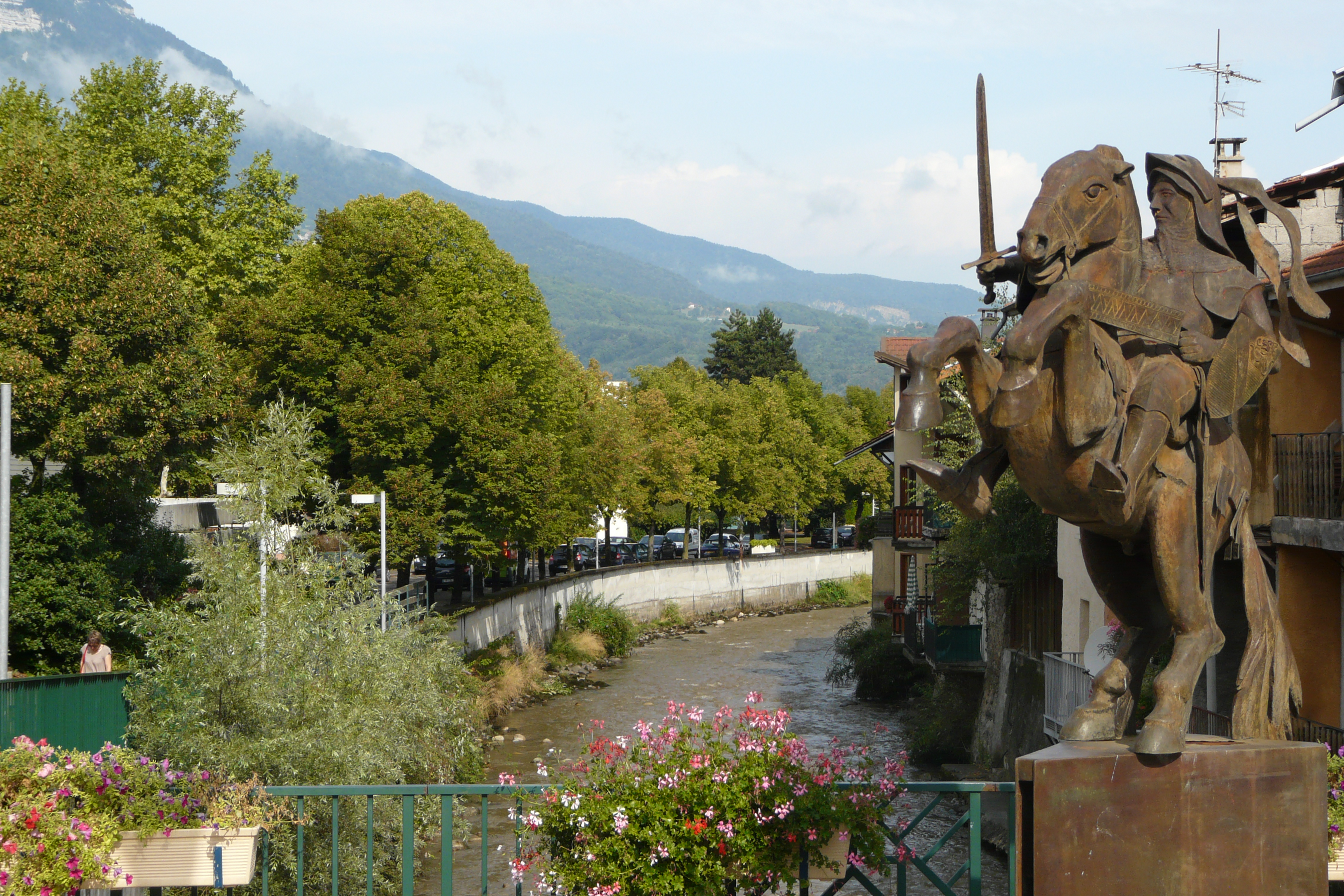
Lovasszobra Pontcharrában

- Szülővárosa, Pontcharra őrzi és ápolja az emlékét: lovasszobra áll a városban, nevét viseli a városi múzeum a Bayard-várban, továbbá a helyi gimnázium is, ahol minden évben megszervezik a Bayard-kihívást.
- Szobor Grenoble-ban, a Saint-André téren (Nicolas Raggi műve, 1823);
- Bayard Mauzóleuma (1625) a grenoble-i Szent András-társaskáptalanban (hivatalos történelmi műemlék);
- Szobor Sainte-Anne-d'Auray-ban, Chambord grófjának állított emlékművön;
- Szobor az általa védett Charleville-Mézières-ben (2005) – Aristide Croisy 1893-ban felállított emlékművének másolata. Az eredetit az első világháborúban a megszálló németek elszállították, de az 1918-as fegyverszünet után visszakerült a városba, azonban a második világháború alatt a Vichy-kormány beolvasztatta a nem vastartalmú fémek mozgósítása keretében.
- Szobor a Becsületrend Oktatóházának parkjában, Saint-Denis-ben;
- Szobor a párizsi Collège Stanislas falai közt. Az intézmény jelmondata is Bayard-ra utal: „Félelem nélküli francia, gáncs nélküli keresztény” (Français sans peur, Chrétien sans reproche).
- Szobor a Saint-Cyr Coëtquidan iskolák tengelyének bejáratánál Guer-ben (Morbihan).
- Márványszobor a Saint-Cyr-i katonai akadémián (Antoine Mouton műve, 1933-ban ajándékozta az intézménynek a versailles-i kastély múzeuma).

A Bayard nevet viseli egy nagy szikla, amely a Beauraing-ból Dinant-ba vezető szűk ösvényen mentén, de ez a Bayard nevű legendás paripa rúgására utal, ami az Aymon négy fiáról szóló hősi énekben szerepel.
A Gapençais-t Champsaurtól elválasztó Bayard-hágót már a 14. században így nevezték, tehát nem a lovagról kapta a nevét, hanem egy ott lévő erdős területről („baya” a késői latinban).

## Fordítás
Ez a szócikk részben vagy egészben  a   Pierre Terrail de Bayard című francia Wikipédia-szócikk ezen változatának fordításán alapul.  Az eredeti cikk szerkesztőit annak laptörténete sorolja fel. Ez a jelzés csupán a megfogalmazás eredetét és a szerzői jogokat jelzi, nem szolgál a cikkben szereplő információk forrásmegjelöléseként.